# Amt Zellin
Das Amt Zellin war ein königlich-preußisches Domänenamt, das 1733 gebildet worden war. Das Gebiet des Amtes, das auf beiden Seiten der Oder lag, gehörte zu den Landkreisen Lebus und Königsberg Nm. (Neumark). Das ehemalige Amtsgebiet gehört heute zur Gemeinde Letschin im Landkreis Märkisch-Oderland (Brandenburg) und zur Landgemeinde Mieszkowice, Powiat Gryfiński (Polen). 1872 wurde das Amt Zellin aufgelöst.
1802 wurden die westlich der Oder liegenden Vorwerke dem Amt Kienitz zugeordnet. Das Amt Zellin erhielt dafür den Ort Klossow (heute Kłosów, Landgem. Mieszkowice). Dafür wurde 1802 das kleine Amt Klossow aufgelöst und mit dem Amt Zellin vereinigt. Das Amt Zellin bestand bis 1872.

## Geschichte
Der preußische König Friedrich Wilhelm I. kaufte am 5. November 1731 das Dorf Ortwig von Kapitän Adolf von Sydow und Sophie von Wittenhorst (geb. v. d. Marwitz). Im selben Jahr kaufte er auch Neuendorf im Bruche (heute Groß Neuendorf) von Friedrich Wilhelm von Sydow. Am 4. Januar 1732 erwarb König Friedrich Wilhelm I. schließlich noch den Flecken Zellin von Oberst Hans Wilhelm von Mörner und wandelte den Besitz 1733 in ein Domänenamt, i.e. das Amt Zellin um. Amtssitz war im Vorwerk in Zellin. Um 1740 wurden noch mehrere Vorwerke auf Amtsgebiet angelegt. Das Amtsgebiet war kreisübergreifend; die westlich der Oder gelegenen Teile gehörten vom Lebusischen Kreis, die östlich der Oder gelegenen Teile zum Königsbergischen Kreis. Das Amt Zellin gehörte in der preußischen Behördenstruktur bis 1801 zur Kurmärkischen Kriegs- und Domänenkammer mit Sitz in Berlin, später zur Neumärkischen Kriegs- und Domänenkammer mit Sitz in Küstrin. In diesem Jahr wurden die westlich der Oder liegenden Teile des Amtes Zellin abgetrennt und kamen zum Amt Kienitz. Das Amt Zellin erhielt dafür 1802 den Ort Klossow (heute Kłosów, Landgem. Mieszkowice). Dafür wurde das Amt Klossow aufgelöst und mit dem Amt Zellin vereinigt. Das Amt Zellin wurde im Zuge der Kreisreform 1872 aufgelöst.

## Zugehörige Orte
Um 1800 gehörten zum Amt Zellin folgende Orte:
- Fahnvorwerk (heute Ortsteil Gieshof-Zelliner Loose, Gem. Letschin; vgl. Topographische Karte 1:25.000 Letschin[3]). Es gehörte ab 1801 zum Amt Kienitz. Das Vorwerk wurde vermutlich 1740/1 errichtet. 1801 hatte das Vorwerk 6 Einwohner.
- Gieshof[Anmerkung 1] (heute Ortsteil Gieshof-Zelliner Loose, Gem. Letschin). Das Vorwerk wurde zwischen 1735 und 1744 errichtet. Ab 1801 gehörte es zum Amt Kienitz. 1801 hatte es sieben Einwohner.
- Mehrin (heute Wohnplatz Vorwerk Mehrin in der Gem. Letschin). Das Vorwerk wurde vor 1740 im Amtsgebiet des Amtes Zellin errichtet. 1801 wurde es vom Amt Zellin abgetrennt und dem Amt Kienitz zugeordnet. Damals hatte es 18 Einwohner.
- Groß Neuendorf, Neuendorf im Bruche (heute Ortsteil der Gem. Letschin). Der Fiskus erwarb das Dorf 1731 von Friedrich Wilhelm von Sydow. 1733 wurde es zum damals neu eingerichteten Amte Zellin zugeordnet. 1801 wurde Groß Neuendorf dem Amt Kienitz zugeteilt, 1839 dem Amt Wollup. Das Dorf hatte 1801 575 Einwohner, verschiedene Handwerker, ein Radmacher, eine Schmiede, fünf Krüge, drei Windmühlen; ein königlicher Unterförster war im Wollupschen Revier tätig.
- Ortwig (heute Ortsteil der Gem. Letschin). Friedrich Wilhelm I. kaufte Ortwig 1731 von Kapitän David Adolf von Sydow und Emilie Sophie von Wittenhorst. Es wurde 1733 dem Amt Zellin zugeordnet, 1801 kam es zum Amt Kienitz. 1801 hatte der Ort 663 Einwohner. In Ortwig gab es einen Radmacher und zwei Krüge.
- Ortwigscher Graben (heute ein Gemeindeteil von Ortsteil Ortwig, Gem. Letschin). Das Vorwerk wurde um 1740/1 angelegt. 1801 hatte es 55 Einwohner. Es gab einen Krug im Ort.
- Posedin (heute Gemeindeteil des Ortsteils Sietzing Gem. Letschin), Kolonie und Erbpachtsvorwerk, Krug, 1801 in Erbpacht gegeben. 1801 hatte der Ort 99 Einwohner.
- Solikante (heute Gemeindeteil des Ortsteils Letschin, Gem. Letschin), Kolonie und Erbzinsvorwerk. 91 Einwohner, Schmiede. 1801 in Erbpacht gegeben, Erbpachtamt Solikante; es gehörte damals dem Amtmann Häuseler
- Stölpenchener Theerofen, Unterförsterei[4], existiert nicht mehr lag, ca. 5,5 km nordnordöstlich von Zellin in der Stölpchensch-Zelliner Heide.
- Zellin (heute Czelin, Landgem. Mieszkowice, Powiat Gryfiński). Der Flecken Zellin hatte 1800 1299 Einwohner[5].

## Pächter und Amtleute
- Wilhelm Gottlieb Bayer († 1765)[6]
- 1775 Daniel Gäde, Oberamtmann[7]
- 1798–1801 Oberamtmann Gaede[8][9]
- 1803 1841 Oberamtmann Bohm[10][11][12]
- 1843–1863 Wagner, Oberamtmann[13][14]
- 1865 Mothes, Amtsrat[15]
- 1872 Witwe des Amtsrates Mothes[16]

## Belege

## Anmerkung
1. ↑  Bei Bratring (1805: S. 307) ist die Lokalität als Gielshof bezeichnet.